# Dřetovický potok
Dřetovický potok je potok v povodí dolní Vltavy. Protéká územím okresu Kladno ve středních Čechách. Je dlouhý 10,3 kilometru a jeho povodí měří 30,1 km².

## Průběh toku
Dřetovický potok pramení na Kladně v nadmořské výšce 334 metrů, protéká městskými částmi Dubí a Vrapice. Protože potok odvodňuje značnou část města s vysokým podílem zastavěných ploch, má na nejhořejším toku v Dubí značně kolísavý průtok a je, zejména s ohledem na případné přívalové dešťové srážky, silně regulován. Pod Dubím se při potoce nachází mechanicko-chemická čistírna odpadních vod Kladno-Dubí, přes niž jsou vypouštěny průmyslové odpadní vody z průmyslové zóny Kladno-východ. 
Počínaje tímto místem je průtok vody celoročně dostatečný a potok po celý následující zbytek svého běhu udržuje zhruba východní až severovýchodní směr a jeho údolí sleduje silnice II/101, spojující Kladno a Kralupy nad Vltavou. Ve střední části Vrapic se údolí Dřetovického potoka nakrátko mezi zalesněnými stráněmi zužuje. Zde potok překonává architektonicky oceňovaná lávka pro pěší z roku 2019. Potok se tu prořezává prvohorními vrstvami a po levé straně údolí obnažuje hlavní kladenskou uhelnou sloj. Právě tento výchoz sloje stál u počátků dobývání kamenného uhlí na Kladensku ve druhé polovině 18. století.
Pod Vrapicemi na samém východním okraji města je při potoce situována hlavní městská mechanicko biologická čistírna odpadních vod Kladno-Vrapice. Dále potok plyne pod severním úpatím Buštěhradské haldy, skrze rybník, protéká obcí Stehelčeves, na jejímž dolním konci zleva míjí nenápadný pahorek s pozůstatky pravěkého hradiště Homolka řivnáčské kultury a vzápětí podchází dálnici D7, za níž následují další dva rybníky. Na návrší po pravé straně se nad vodami vypíná kostelík svatého Václava a to už potok vstupuje do Dřetovic, obce, od které odvozuje své jméno. Pod Dřetovicemi následuje asi dva a půl kilometru dlouhý úsek přírodnějšího charakteru, kdy potok plyne neširokým údolím, lemovaným drobnými hájky. V závěru tohoto údolíčka potok přemosťuje železniční trať 121 Hostivice–Podlešín. Těsně za tímto mostem ústí Dřetovický potok zleva do Zákolanského potoka u Kovár, naproti PP Kovárské stráně, ve výšce 234 metrů.

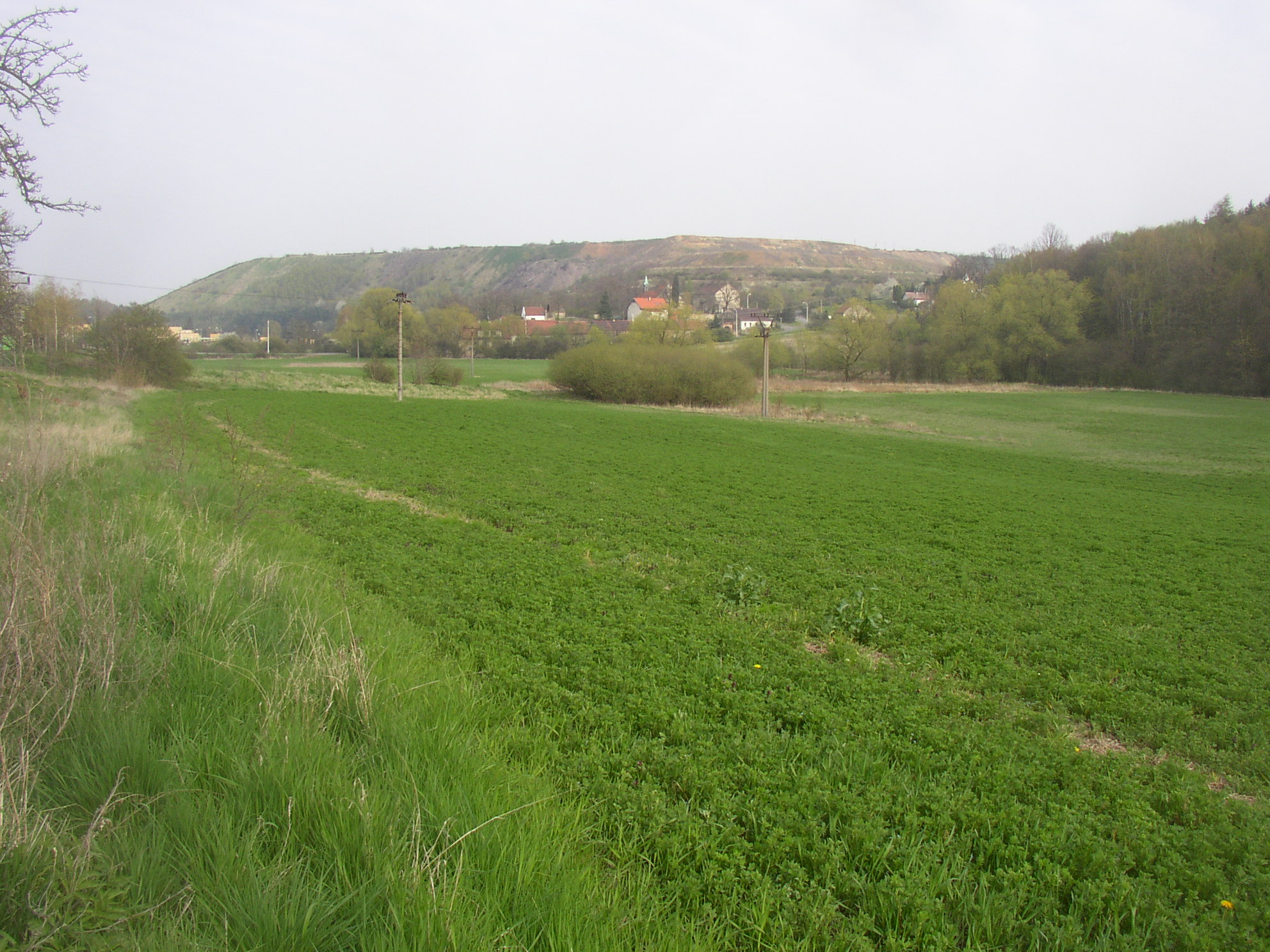
Údolí Dřetovického potoka v dolní části Vrapic
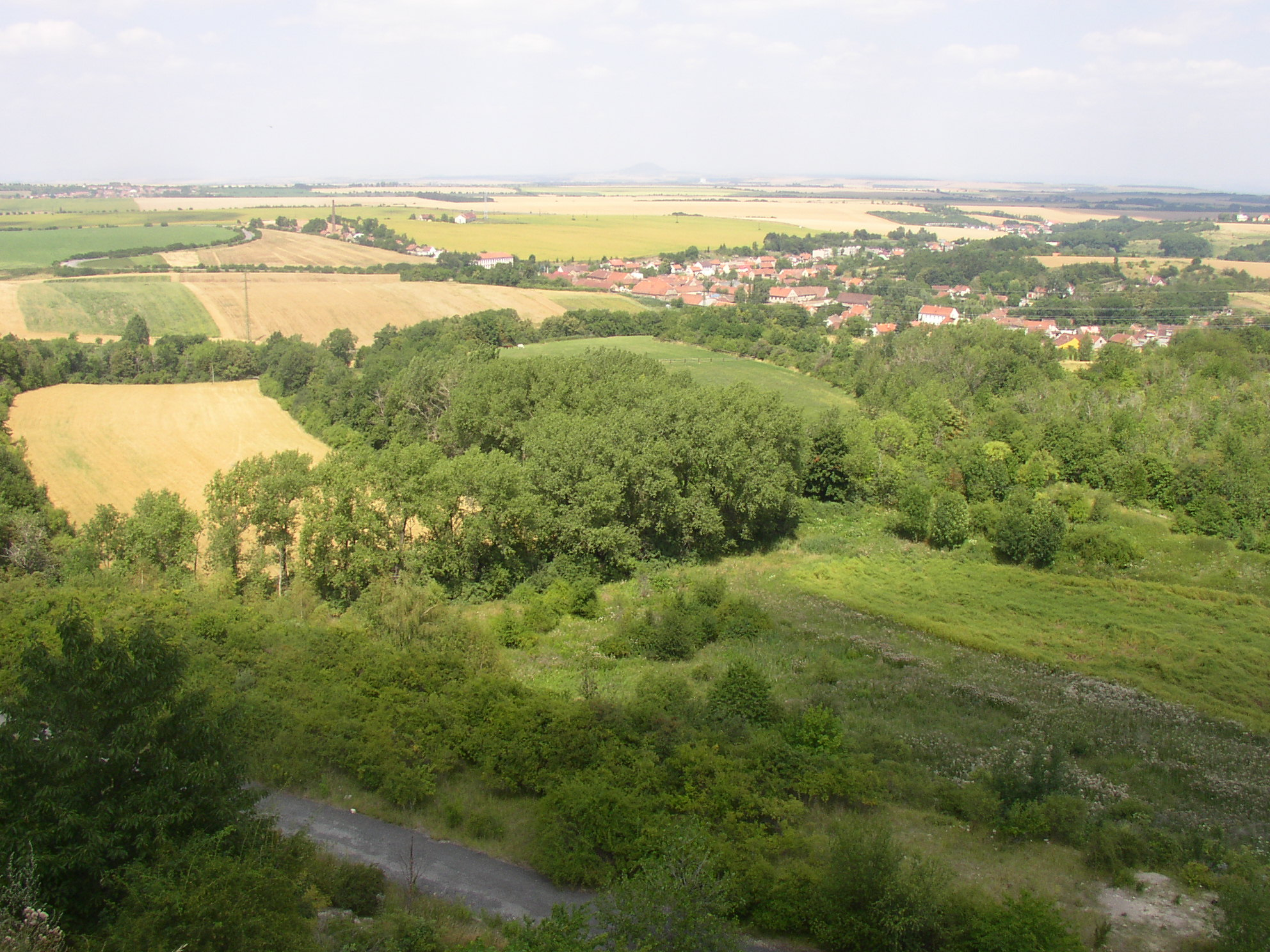
Údolí Dřetovického potoka u Stehelčevsi
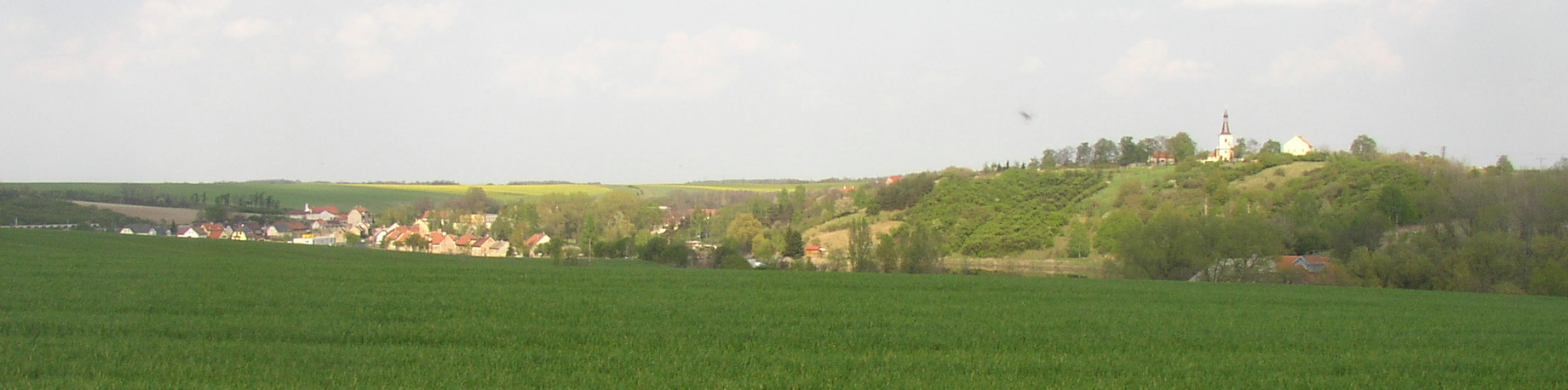
Údolí Dřetovického potoka u Dřetovic

## Vodní režim
Průměrný roční průtok vody činí 0,07 m³/s.

## Využití
U Stehelčevsi a Dřetovic napájí potok několik rybníků.